# 長縄光男
長縄 光男（ながなわ みつお、1941年12月 - ）は、日本のロシア文学者、横浜国立大学名誉教授。ロシア思想史、日露関係史、日本における正教史を主な研究対象としている。モスクワ大学客員教授、ドストエフスキー記念オムスク大学日本文化講座派遣教授等を務めた。

## 経歴
出生から修学期
1941年生まれ。一橋大学社会学部で学び、1965年に卒業。一橋大学大学院社会学研究科に進み、金子幸彦門下として学んだ。1970年、博士課程を修了。
ロシア文学研究者として
修了後は、横浜国立大学人間学部教授となり、2006年に定年退官。その後は上智大学ロシア語学科や法政大学で非常勤講師としてロシア史の教鞭をとった。2007年、モスクワ大学客員教授。2010年度ドストエフスキー記念オムスク大学日本文化講座派遣教授。

## 研究内容・業績
専門はロシア思想史、ロシア文化。日露関係史についても考察があり、特に著書『ニコライ堂遺聞』では、日本正教会史について亜使徒ニコライが働いた明治時代のみならず、あまり触れられる事がこれまで無かったセルギイ・チホミーロフ府主教時代についても取り上げ、研究領域を拡大した。

## 受賞・栄典
- ゲルツェン『過去と思索』(全3巻、共訳)で、日本翻訳出版文化賞を受賞。
- 木村彰一賞を受賞。『過去と思索』翻訳に対して。

## 著作
著書
- 『ニコライ堂遺聞』成文社 2007[5]
- 『ニコライ堂の人びと：日本近代史のなかのロシア正教会』現代企画室 1989[6]
- 『ニコライ堂小史：ロシア正教受容160年をたどる』群像社、増補新版「ユーラシア文庫」2021。新書版、旧版は「ユーラシア・ブックレット」2011
- 『評伝 ゲルツェン』成文社 2012[7]
- 『ゲルツェンと1848年革命の人びと』平凡社新書 2015[8]

共編著
- 『異郷に生きる：来日ロシア人の足跡』沢田和彦共著、成文社 2001[9]
- 『異郷に生きるⅡ：来日ロシア人の足跡』中村喜和・長与進共著、成文社 2003[10]
- 『異郷に生きるⅢ：遥かなり、わが故郷』中村喜和・安井亮平・長与進共著、成文社 2005
- 『異郷に生きるⅣ：来日ロシア人の足跡』中村喜和、ポダルコ・ピョートル共著、成文社 2008[11]
- 『異郷に生きるⅤ：来日ロシア人の足跡』中村喜和、ポダルコ・ピョートル共著、成文社 2010
- 『異郷に生きるⅥ：来日ロシア人の足跡』中村喜和・沢田和彦、ポダルコ・ピョートル共著、成文社 2016

訳書
- 『文化のエコロジー：ロシア文化論ノート』ドミトリー・リハチョフ（英語版）著、群像社 1988[12]
- 『向こう岸から』アレクサンドル・ゲルツェン著、平凡社ライブラリー 2013
- 『ロシアの革命思想：その歴史的展開』ゲルツェン著、岩波文庫 2024

共訳書
- 『宣教師ニコライの全日記』全9巻、中村健之介・清水俊行・安村仁志ほか共訳、教文館 2007[13]
- 『過去と思索』ゲルツェン著 - 金子幸彦訳を改訂完訳
筑摩書房（全3巻）1998-1999[14]
改訂新版『過去と思索』岩波文庫（全7巻）2024-2025
- 『道標 ロシア革命批判論文集 1』セルゲイ・ブルガーコフ著、御子柴道夫と共訳、現代企画室 1991[15]
- 『深き淵より ロシア革命批判論文集 2』ニコライ・ベルジャーエフほか著、御子柴道夫と共監訳、現代企画室 1992[16]